# Lunar X
Koordinaten: 25° 30′ 0″ S, 1° 6′ 0″ O

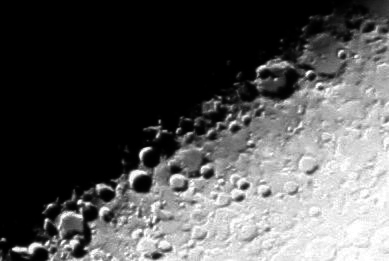
Lunar X am 31. Januar 2012 um 01:31 Uhr UTC (aufrechtstehendes und seitenrichtiges Bild, d. h. nicht wie durch ein Kepler-Fernrohr betrachtet)

Als Lunar X und Lunar V (lunar bedeutet den Erdmond (lateinisch = „luna“) betreffend) werden visuelle Effekte an der Tag-Nacht-Grenze (Terminator) des zunehmenden Halbmondes bezeichnet. Sie sind in Form des Buchstabens X beziehungsweise V kurz vor dem Erreichen des ersten Viertels und somit einmal pro synodischem Monat für gut eine Stunde sichtbar.

## Entstehung
Die Leuchteffekte entstehen während des Sonnenaufgangs auf dem Mond durch die Bestrahlung von Mondgebirgsrändern mit streifend einfallendem Sonnenlicht. Während die Umgebung noch im Schatten liegt, entsteht bei der Betrachtung der Mondoberfläche von der Erde aus ein hoher Kontrast, bei dem sich eine geometrische Figur leuchtend vor der im Schatten liegenden Umgebung abhebt.
Bedingt durch die Rotation des Mondes scheinen die leuchtenden Zeichen zunächst in der Nachtseite des Mondes über dem Terminator zu schweben und verschmelzen danach zunehmend mit der beleuchteten Tagseite des Mondes.
In der bildenden Kunst werden derartige Lichteffekte auch als Chiaroscuro bezeichnet.

## Entdeckung
Lunar X wurde am 22. August 2004 von David M. F. Chapman im Smiley’s Provincial Park an der  Nova Scotia Route 215 in der Nähe von Windsor (Neuschottland) in Kanada beobachtet, aufgenommen und erstmals beschrieben.
Zwei Monate zuvor, am 24. Juni 2004, war Lunar X bereits von Carol Lakomiak in Wisconsin in den Vereinigten Staaten von Amerika aufgenommen worden, jedoch wurde dieses Bild erst am 29. August 2004 veröffentlicht. Auch davor ist der Effekt schon einige Male in fotografischen Aufnahmen dokumentiert worden, ohne dass er explizit erwähnt worden war.

## Lage

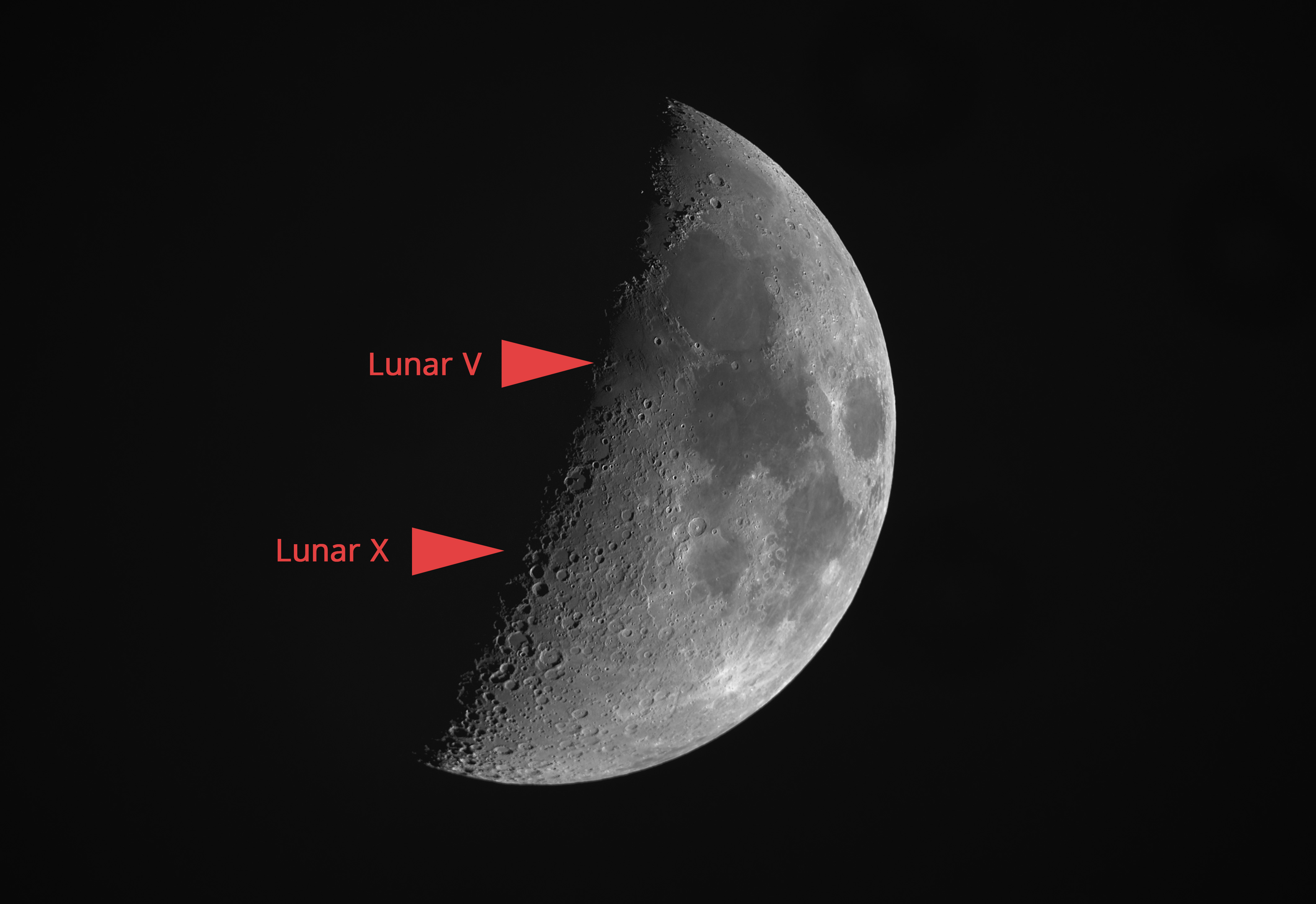
Lunar X und Lunar V aufgenommen am 29. Mai 2020 um 17 Uhr (UTC)

### Lunar X
Lunar X tritt in Verlängerung vom Mondkrater Aliacensis über den in etwa gleich großen Mondkrater Werner dahinter im gleichen Abstand wie die beiden Mondkrater in Erscheinung. Diese beiden Mondkrater sind bereits vor dem Auftreten des Effektes auf der Tagseite der Mondoberfläche zu sehen.
Die Stelle liegt zwischen den drei Mondkratern Blanchinus, La Caille und Purbach. Die östliche Kraterwand von Purbach sowie die westliche Kraterwand von Blanchinus sind im Mittel 6,7 Tage nach Neumond beleuchtet und rufen den beschriebenen visuellen Effekt hervor.
Bezogen auf den Äquator des Mondes befindet sich die Stelle selenographisch etwas unterhalb des 25. südlichen Breitengrades und in Bezug auf den Nullmeridian, der sich an der mittleren Richtung zur Erde orientiert (also ungefähr der Mondterminator bei Halbmond), auf dem 1. östlichen Längengrad.

### Lunar V
Lunar V befindet sich als ein zusammenlaufendes Paar von Mondgebirgskämmen östlich von Ukert zwischen dem Mare Vaporum im Norden und dem Sinus Medii im Süden.
Die selenographischen Koordinaten betragen 2,2 Grad östlich und 8,3 Grad nördlich.

## Beobachtung
Die Leuchteffekte können von allen Orten auf der Erdoberfläche beobachtet werden, wenn der Mond zur entsprechenden Zeit über dem Horizont steht. In der Nähe des Horizonts ist die Wahrnehmung der Lichtstrahlen durch die Szintillation in der Erdatmosphäre allerdings eingeschränkt.
Lunar X und Lunar V sind kleiner als 100 Kilometer und haben daher einen Winkeldurchmesser von weniger als einer Bogenminute. Die Leuchterscheinungen können mit bloßem Auge also nicht gesehen werden und sind nur mit guten Ferngläsern oder Teleskopen beobachtbar.
Wegen der Libration des Erdmondes schwankt das Mondalter beim Auftreten des Lichteffektes um mehrere Stunden.